# Wolodymyr Startschyk

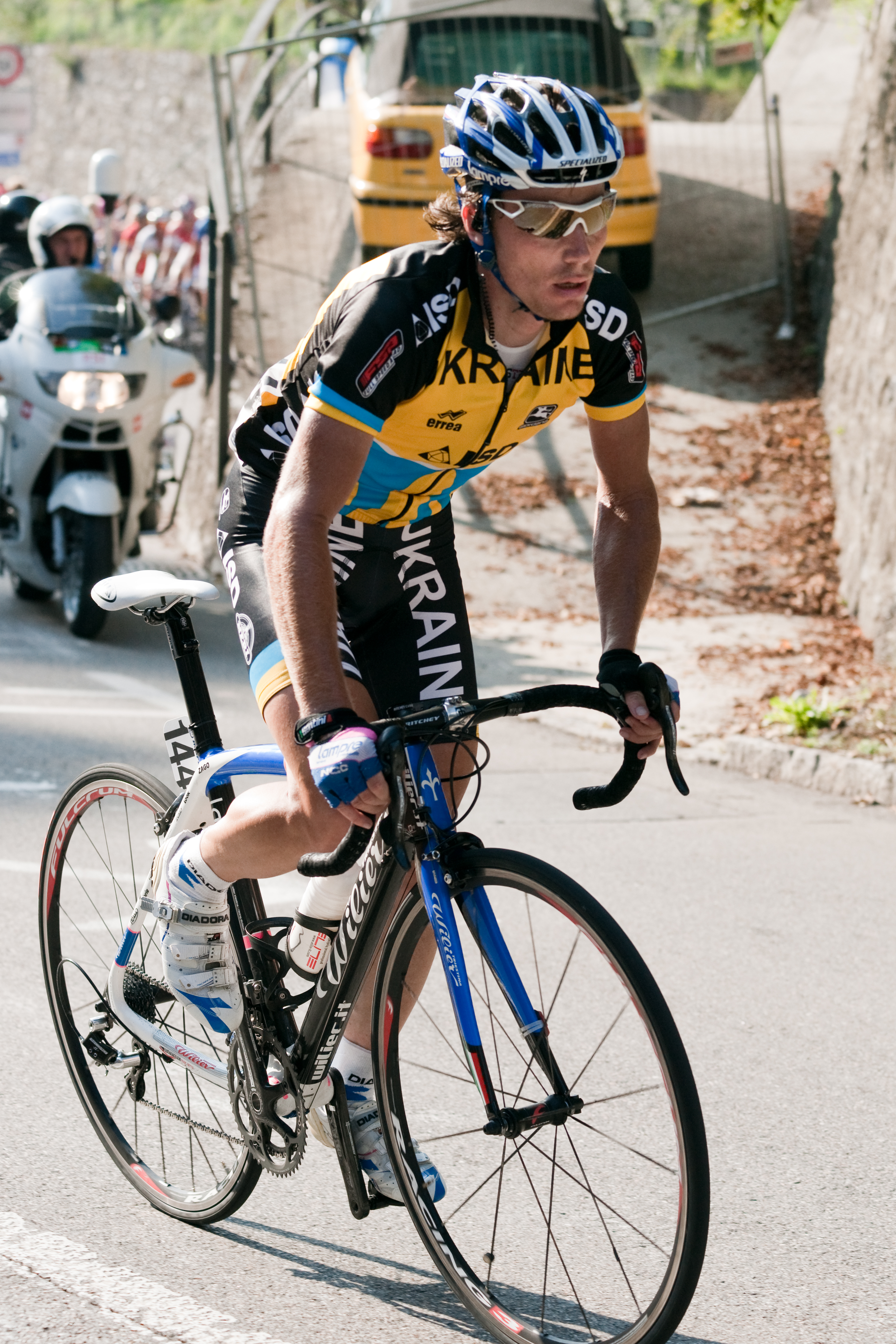
Wolodymyr Startschyk

Wolodymyr Startschyk (* 13. April 1980) ist ein ehemaliger ukrainischer Radrennfahrer.
Wolodymyr Startschyk gewann 2003 die zweite Etappe der Vuelta a Madrid. In der Saison 2006 war er jeweils auf einem Teilstück der Vuelta Ciclista a Cartagena und der Semana Aragonesa erfolgreich. Außerdem wurde er ukrainischer Vizemeister im Straßenrennen hinter Wolodymyr Zagorodny. 2007 fuhr er für die polnische Mannschaft MapaMap-BantProfi und 2008 fuhr er für das lettische Continental Team Dynatek-Latvia. 2009 wurde er ukrainischer Straßenmeister und gewann das Etappenrennen  Univest Grand Prix.
2014 war er Sportlicher Leiter bei Amore & Vita-Selle SMP.

## Erfolge
2003
- eine Etappe Vuelta a Madrid

2008
- eine Etappe Bulgarien-Rundfahrt

2009
- Ukrainischer Meister – Straßenrennen
- Gesamtwertung, eine Etappe und Mannschaftszeitfahren Univest Grand Prix

## Teams
- 2007 MapaMap-BantProfi
- 2008 Dynatek-Latvia
- 2009 Amore & Vita-McDonald’s
- 2010 Amore & Vita-Conad
- 2011 Lampre-ISD (bis 31.07.)
- 2012 Uzbekistan Suren Team
- 2013 Amore & Vita